# Garnisonsfriedhof Danzig

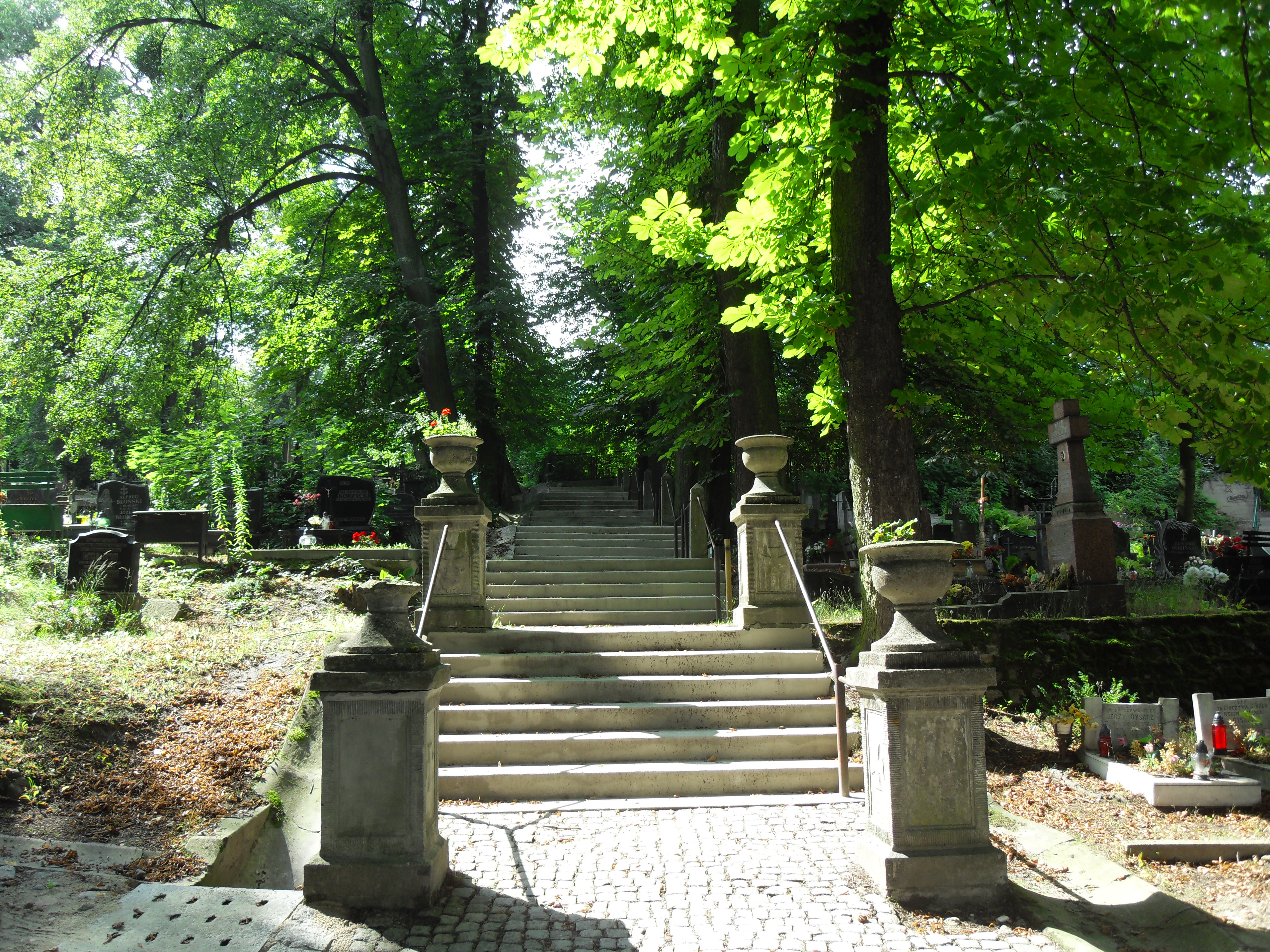
Garnisonsfriedhof

Der Garnisonsfriedhof (polnisch Cmentarz Garnizonowy) ist der älteste heute noch genutzte Friedhof in Danzig. Er befindet sich im Stadtteil Aniołki in der ul. Dąbrowskiego 2.

## Geschichte
Der Militär-Friedhof wurde während der napoleonischen Kriege Anfang des 19. Jahrhunderts eingerichtet. Von 1822 ist die erste Erwähnung in einem Stadtplan bekannt. Seit Mitte des 19. Jahrhunderts wurde er von der Garnisonkirche St. Elisabeth betreut. Um 1900 wurde der Garnisons-Friedhof mit dem benachbarten  Heiliger Leichnam-Kirchhof (Fronleichnamsfriedhof, Cmentarz Bożego Ciała) zusammengelegt. Beide wurden bis 1961 vor allem als kommunale Begräbnisstätten genutzt. 1997 erfolgte eine Wiedereröffnung.

## Anlage
Auf dem Garnisonsfriedhof befinden sich vor allem Begräbnisstätten von Danziger Einwohnern aus der Umgebung.
Daneben gibt es Gräber preußischer Soldaten aus den napoleonischen Kriegen 1807 bis 1814, österreichischer Kriegsgefangener von 1866/67, polnischer, tschechischer, litauischer und anderer Kriegsgefangener aus dem Ersten Weltkrieg, russischer Emigranten seit 1920 und Gefallener des Zweiten Weltkriegs. Es gibt außerdem  Gedenksteine für russische gefallene Soldaten von 1734, 1807 und 1814, für deutsche Soldaten von 1870/71, für die Opfer der Magdeburg von 1914, für englische, französische und italienische Kriegsgefangene des Ersten und Zweiten Weltkriegs, die nach 1945 umgebettet wurden, sowie ein Mausoleum für die sowjetischen Soldaten des Zweiten Weltkriegs. Seit 1959 gibt es auch ein Gräberfeld für Muslime, vor allem polnische Tataren.
In der Nähe befindet sich der Friedhof der nicht existierenden Friedhöfe  für alle nicht mehr bestehenden Begräbnisstätten in der Stadt Danzig, auf dem regelmäßig Gedenkveranstaltungen durchgeführt werden.
Die hölzerne Friedhofskapelle wurde 1896 gebaut und 1990 erneuert.